# Бобрівка (Гайнівський повіт)
Бобрівка (пол. Bobrówka) — село в Польщі, у гміні Черемха Гайнівського повіту Підляського воєводства. Населення — 61 особа (2011).

## Географія
Лежить коло білорусько-польського кордону.

## Історія
У 1975—1998 роках село належало до Білостоцького воєводства.

## Демографія
Демографічна структура станом на 31 березня 2011 року:
|          | Загалом | Допрацездатний вік | Працездатний вік | Постпрацездатний вік |
| -------- | ------- | ------------------ | ---------------- | -------------------- |
| Чоловіки | 28      | 4                  | 14               | 10                   |
| Жінки    | 33      | 2                  | 6                | 25                   |
| Разом    | 61      | 6                  | 20               | 35                   |